# فارلي روزا
فارلي فيير روزا (بالإسبانية: Farley Vieira Rosa) وهو لاعب كرة قدم برازيلي في مركز الجناح الأيسر ولد في يوم 14 يناير 1994 في البرازيل في نادي الفجيرة .
لعب سابقاً في نادي الاتفاق .

## روابط خارجية
- فارلي روزا على موقع اتحاد أوكرانيا (الإنجليزية)
- فارلي روزا على موقع قاعدة بيانات كرة القدم.إي يو (الإنجليزية)
- فارلي روزا على موقع Soccerway.com (الإنجليزية)
- فارلي روزا على موقع عالم كرة القدم.نت (الإنجليزية)
- فارلي روزا على موقع AS.com (الإسبانية)